# Laura Termini
Laura Cristina Termini (Caracas, 3 de agosto de 1975) es una actriz, consejera de belleza y escritora venezolana. En el mundo del doblaje es mayormente conocida por ser la primera voz de Tootie (la novia de Timmy Turner) en Español Latino, en Los padrinos mágicos, a quien la dobló en las temporadas 2 y 3. 
Termini ha protagonizado telenovelas en cadenas como Azteca América, Discovery Channel, RCTV, SBS, Telecinco (España), Telemundo, Univisión y Venevisión.

## Primeros años
Es hija de la actriz mexicana María Rosa Compañet y del cantante siciliano Franco Términi. Sus padres se conocieron cuando su madre era actriz. Se casaron y se mudaron a Venezuela, donde nació Laura. Estudió en un colegio estadounidense durante un año. En Caracas estudió una licenciatura en Publicidad y Mercadeo y una carrera técnica en Teatro. También es licenciada en locución.
Ha vivido permanentemente en Estados Unidos desde el año 2 000 aproximadamente.

## Carrera
A los 5 años de edad, Términi comenzó a aparecer en varios anuncios televisivos. También fue cantante y bailarina en el grupo Los Mini Pops, que actuaron durante 8 años en el programa de televisión Sábado sensacional.
Protagonizó más de 20 telenovelas en la red local.
A los 8 años ya protagoniza LAs Amazonas como actriz infantil llevándola a ser una de las figuras más queridas en Venezuela y el mundo. 
En 1986, su canción «Laura & Victor» (del álbum homónimo) vendió más de 100 000 copias y estuvo en el lista Billboard de Venezuela.
Laura animó a su hermana Rossana Términi a ingresar al mundo de la televisión cuando apenas era una niña. Rossana debutó en la serie Crecer con papá ―en la que también trabajaba Laura― de Venezolana de Televisión, junto a Guillermo González.
En 1994 su hermana menor, Francesca Términi, actuó en la telenovela Alejandra (por el canal RCTV) con la actriz María Conchita Alonso.
Después de mudarse a Estados Unidos, Laura Términi continuó trabajando en telenovelas para la cadena Telemundo como Los teens, Amor descarado y Anita no te rajes.
También ha aparecido en las películas de televisión De rodillas y Mea culpa.
En 2007 trabajó en el musical Directo a la fama, donde interpretó a la cantante y actriz estadounidense Marilyn Monroe.
En 2009 trabajó durante un año como locutora en el programa de radio Tu mañana, por radio WRMA 106.7 (Miami), pero tuvo que lidiar con el machismo de los productores y periodistas, y terminó renunciando. Volvió a Caracas para buscar el apoyo de su familia.
Apareció en la campaña nacional AIDS’s 25 Myths & 25 Facts (‘25 mitos y 25 realidades sobre el sida’) para la ONG (organización no gubernamental) HispanicAIDS.org.
Hizo publicidades para las empresas estadounidenses
Cingular,
Macy’s,
McDonald’s,
Pantene y
Verizon,
entre otras.
Su papel más reconocido como actriz de doblaje fue el de Tootie, de la serie animada Los padrinos mágicos, a quien dobló en las temporadas 2, 3 y 9. En las temporadas 2 y 3 también dobló la voz de Verónica. Hizo la voz de Alice en el doblaje al español de la serie televisiva The L Word (por el canal Showtime).
En la serie animada South Park hizo las voces de los personajes Bebe Stevens y Henrietta en las temporadas 10 y 11 y el redoblaje 2007.
Actuó en las obras Dick y Pusi se aman locamente, Pareja abierta, Baño de damas y Happy Halleluyah.
También fue invitada a animar el espacio Familia con sazón.
En 2008, Termini fue una de las voceras en español de la campaña presidencial del presidente Barack Obama.
En 2009, Termini inició su propia empresa de salud y belleza, llamada ChicaNOL Natural, Orgánica y Latina.
El 20 de mayo de 2012 fue invitada a la Casa Blanca en reconocimiento a su contribución a la salud, como una de las principales blogueras latinas en Estados Unidos.
Escribe la columna en español «Salud al día» en el periódico Huffington Post.

## Trabajos

### Como actriz de telenovelas y series
- 1983: Nacho (secuela de la exitosa telenovela Ligia Elena, de 1982), por el canal Venevisión
- 1985: Las amazonas, como Lalita Izaguirre
- 1986: El sol sale para todos
- 1989: Fabiola, como Laura "Laurita"
- 1992: Cara sucia
- 1992: Marielena
- 1993: Guadalupe, como Marilyn
- 1994: Alejandra
- 1995: Como tú, ninguna, como Amalia, novia de Bruno
- 1998: María Celina, como Rocío Ferrante
- 1998: Asi es la vida, como Rebeca
- 1999: Me muero por ti, como Laura
- 2001: Radio Pirata, como Lucy
- 2003: Amor descarado, como Miryam
- 2004: ¡Anita, no te rajes!, como Maggie O'Donnell
- 2004: Los Teens, como Becky
- 2008: Mea culpa, (película de televisión), como Maggie
- 2008: De rodillas, (película de televisión), como Jenny
- 2013: Madre mía, como Francis Telamente
- 2018: Señora Acero, como Elenita Loaiza
- 2023: Dramáticas, como Lalita Fonseca

### Como actriz de doblaje

#### Series animadas
- Los padrinos mágicos – Tootie (temp. 1 a 3, y 9), Verónica (temp. 1 a 3), Betty la Alegre (temp. 2) y voces adicionales.
- South Park – Bebe Stevens (temp. 10 y 11, y redoblaje en 2007), Henrietta (redoblaje 2007), y voces adicionales.

#### Series de televisión
- The L Word – Alice (Leisha Hailey).
- Nurse Jackie – voces adicionales (temp. 4 hasta la actualidad).
- Californication – (Natalie Zea), Faith (Maggie Grace) y voces adicionales (temp. 5 hasta la actualidad).

#### Películas
- Love Stinks – Rebecca Melini (Tiffani Thiessen).

#### Animé
- Let's dance with Papa – Yuki, Chizu y la Sra. Mie.

#### Documentales
- Las niñas de la guerrilla.

#### Audiolibros
- Adventures in Oddysey.